# Dolmen von Holløse

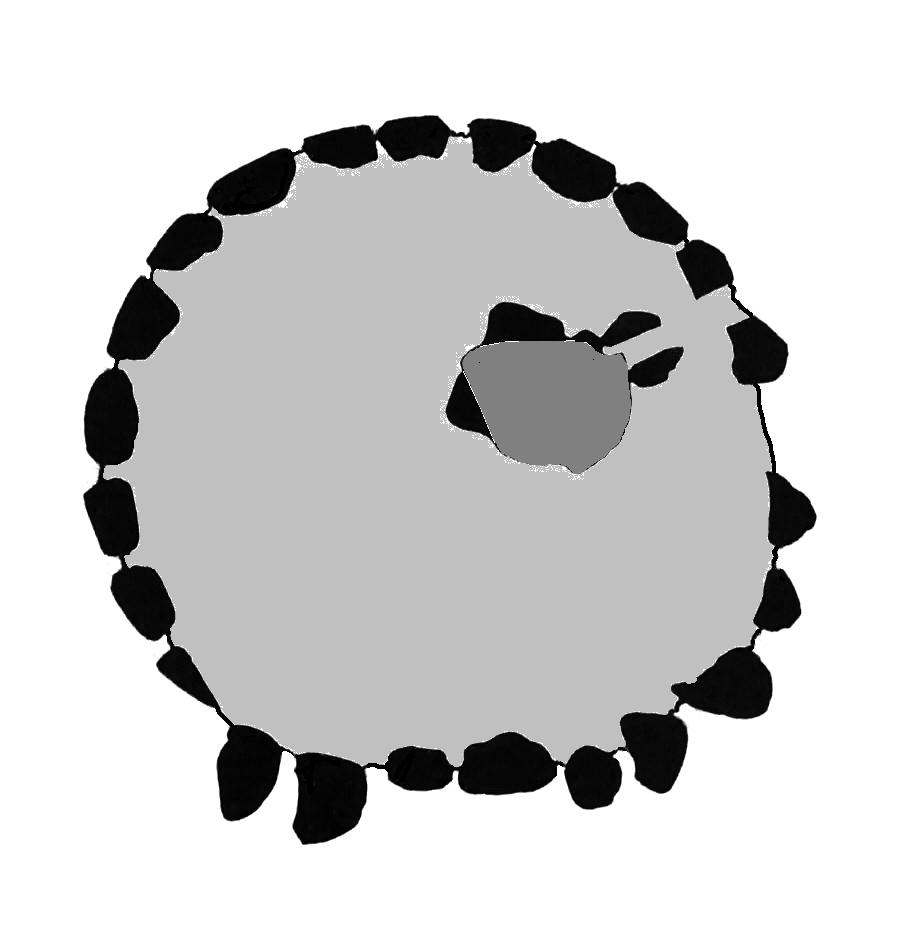
Schema eines Runddysse

Die vier Runddysser (Dolmen) und der Langdysse von Holløse liegen südlich von Gunderslev, in der Nähe von Næstved auf der dänischen Insel Seeland. Sie haben einen unterschiedlichen Erhaltungsgrad. 

## Runddysse 1
Von diesem Dolmen mit trapezoidem Grundriss sind zwei Tragsteine, drei Gangsteine und der massige Deckstein der Kammer erhalten.

## Runddysse 2
Von diesem Dolmen mit trapezoidem Grundriss sind vier Tragsteine,  der Eintrittsstein und der Deckstein der Kammer erhalten.

## Runddysse 3
Von diesem Dolmen konnte nur der Standort bestimmt werden.

## Runddysse 4
Dieser Runddysse hat einen nahezu kompletten äußeren Steinkreis, der zwei unterschiedlich große Kammern umschließt, die neben den Tragsteinen jeweils einen Deckstein haben.

## Langdysse
Die Hügeleinfassung ist weitgehend erhalten, aber auf allen vier Seiten sind Randsteine verkippt. Im östlichen Bereich befindet sich als Längslieger ein allseits geschlossener Urdolmen ohne Deckstein, bestehend aus vier Tragsteinen. 